# موسی قانون‌گذار
موسی قانون‌گذار (انگلیسی: Moses the Lawgiver) یک مینی‌سریال ۶ ساعتهٔ بریتانیایی-ایتالیایی است که در سال ۱۹۷۴ منتشر شد.

## گزیدهٔ بازیگران
- برت لنکستر در نقش موسی
- آنتونی کوایلی در نقش هارون
- اینگرید تولین در نقش میریام
- ایرنه پاپاس در نقش صفورا
- آهارون ایپاله در نقش یوشع بن نون
- ماری‌آنجلا ملاتو در دختر فرعون
- لورن ترزیف در مرنپتاه
- میکله پلاچیدو در کالب بن یوفنا
- آنتونیو پیووانلی در قارون
- اومبرتو راهو در نقش خوزه کوالیو
- مسکو آلکالایی در نقش عمران
- دینا دورون در نقش یوکابد
- یوسی ورزانسکی در نقش الغازار
- سیمونتا استفانلی
- یوسف شیلواخ
- مارینا برتی
- شموئیل رودنسکی
- ژاک ارلن
- بیل لنکستر
- ریچارد جانسون - راوی